# Biserica reformată din Mintiu Gherlii

Biserica reformată din Mintiu Gherlii este un monument istoric aflat pe teritoriul satului Mintiu Gherlii, comuna Mintiu Gherlii, județul Cluj.

## Localitatea
Mintiu Gherlii (în maghiară Szamosújvárnémeti, în germană Deutschendorf) este satul de reședință al comunei cu același nume din județul Cluj, Transilvania, România. Prima menționare documentară a satului Mintiu Gherlii este din 1269 cu denumirea Nemty.

## Biserica
Biserica medievală din localitate, inițial catolică, în prezent reformată, este reprezentativă pentru stilul gotic din Transilvania. În contraforții bisericii medievale se găsesc încorporate pietre tombale din epoca romană. În interiorul bisericii se găsesc urme de pictură din secolele XIV-XV (sub tencuiala zidului nordic a fost găsit un fragment de frescă care înfățișa Judecata de Apoi). Amvonul bisericii a fost realizat în anul 1805 de meșterul Mihai Kerekes.  Alăturat bisericii se află un turn-clopotniță.

## Imagini din exterior

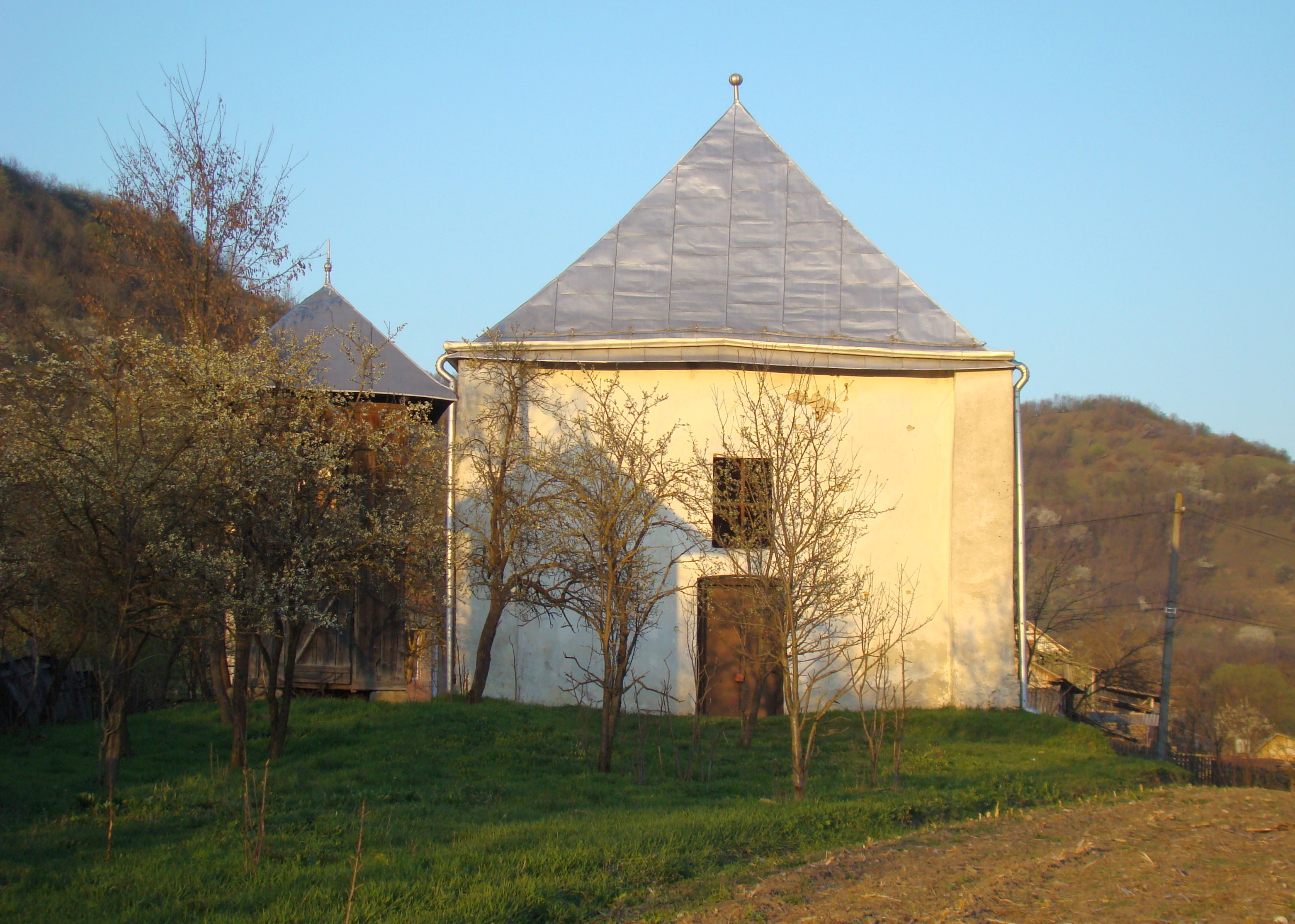
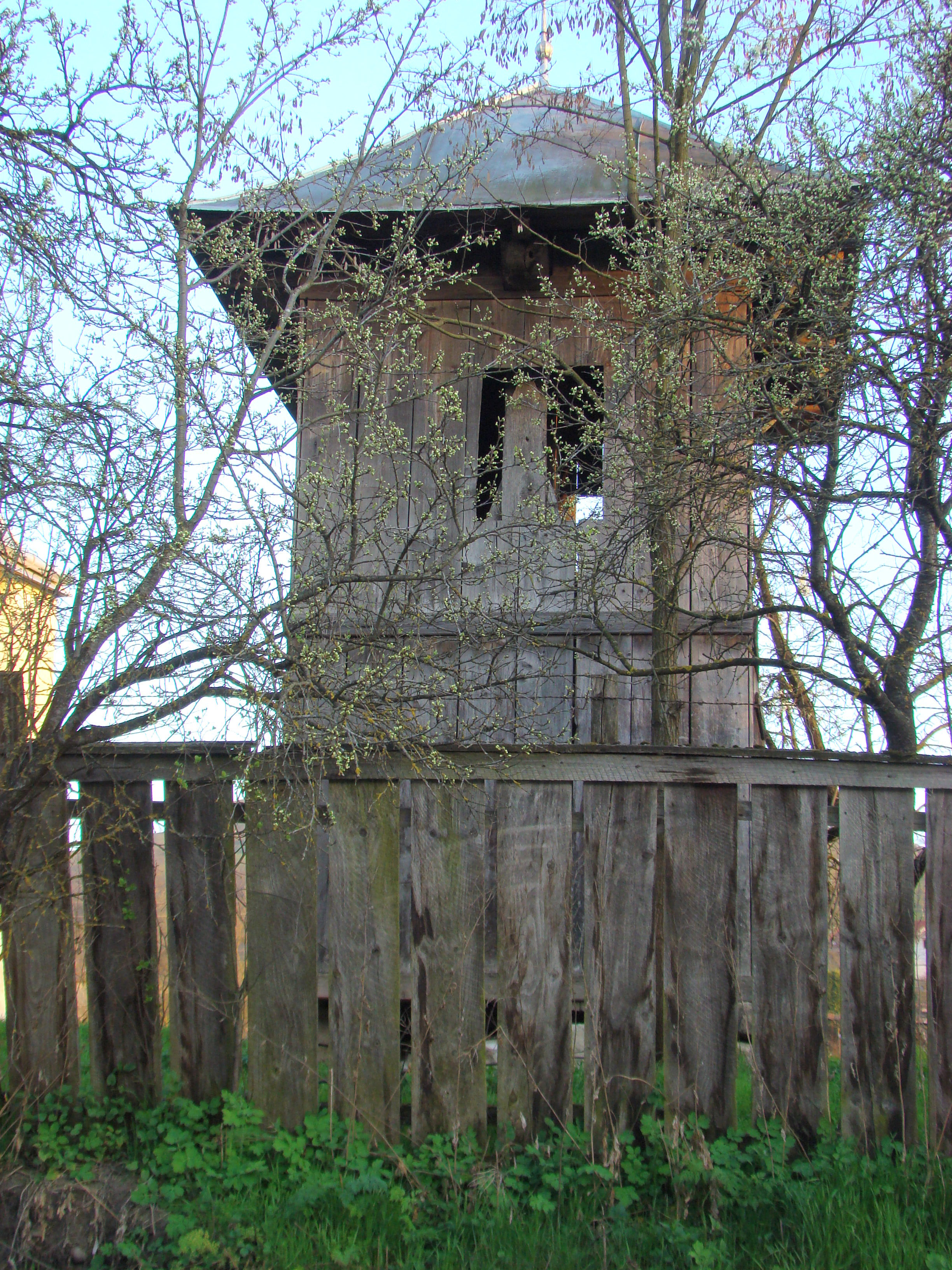
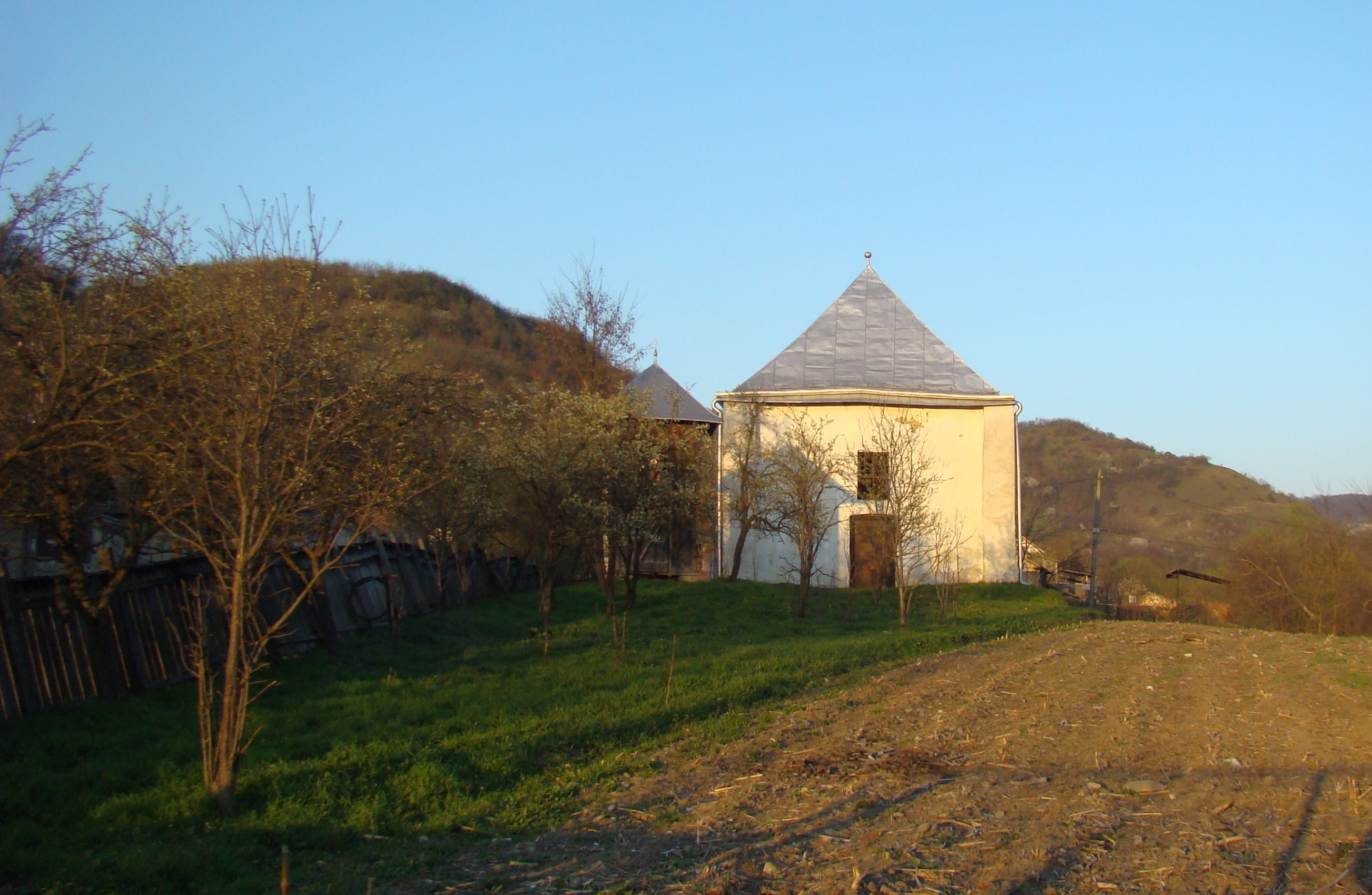
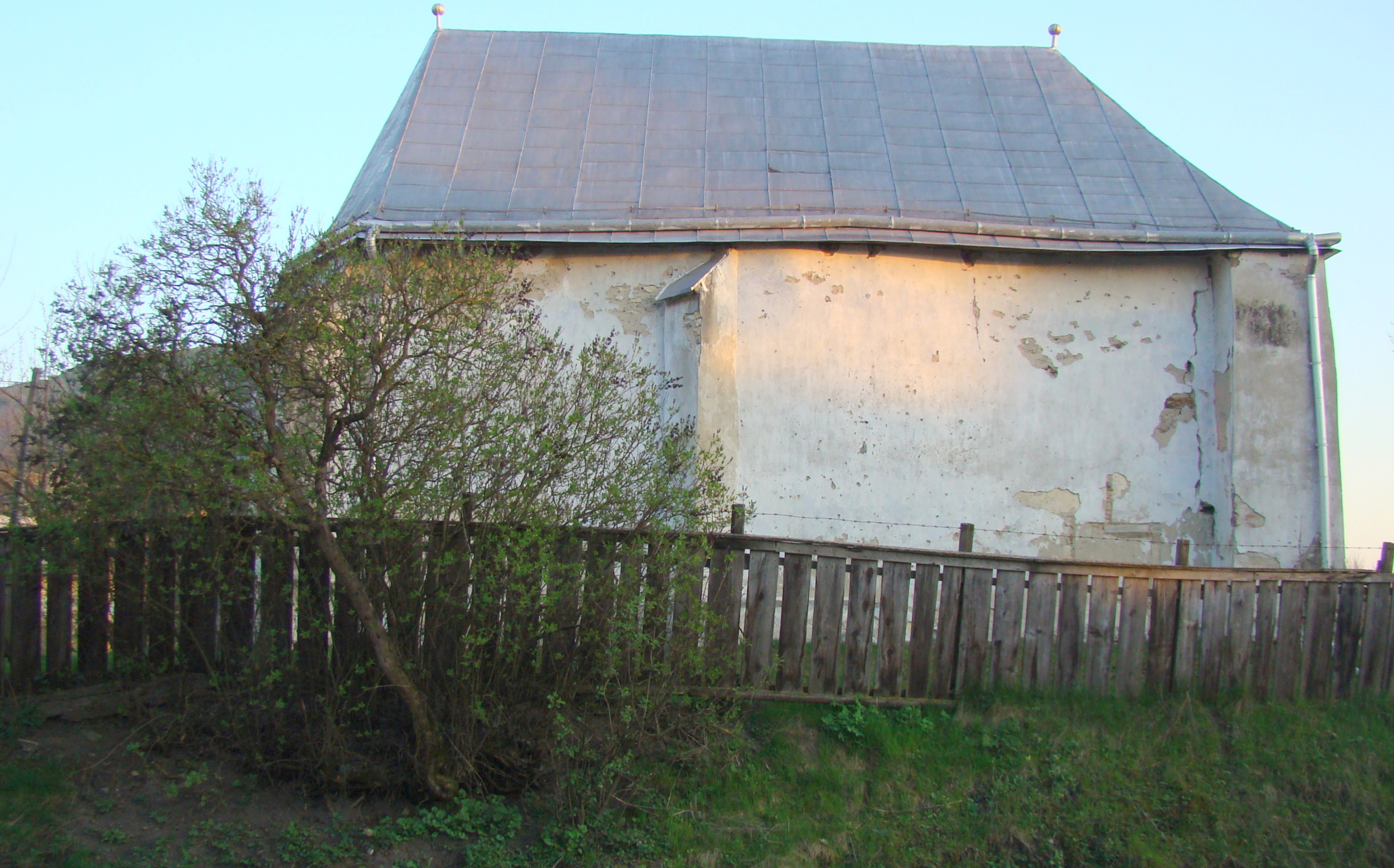
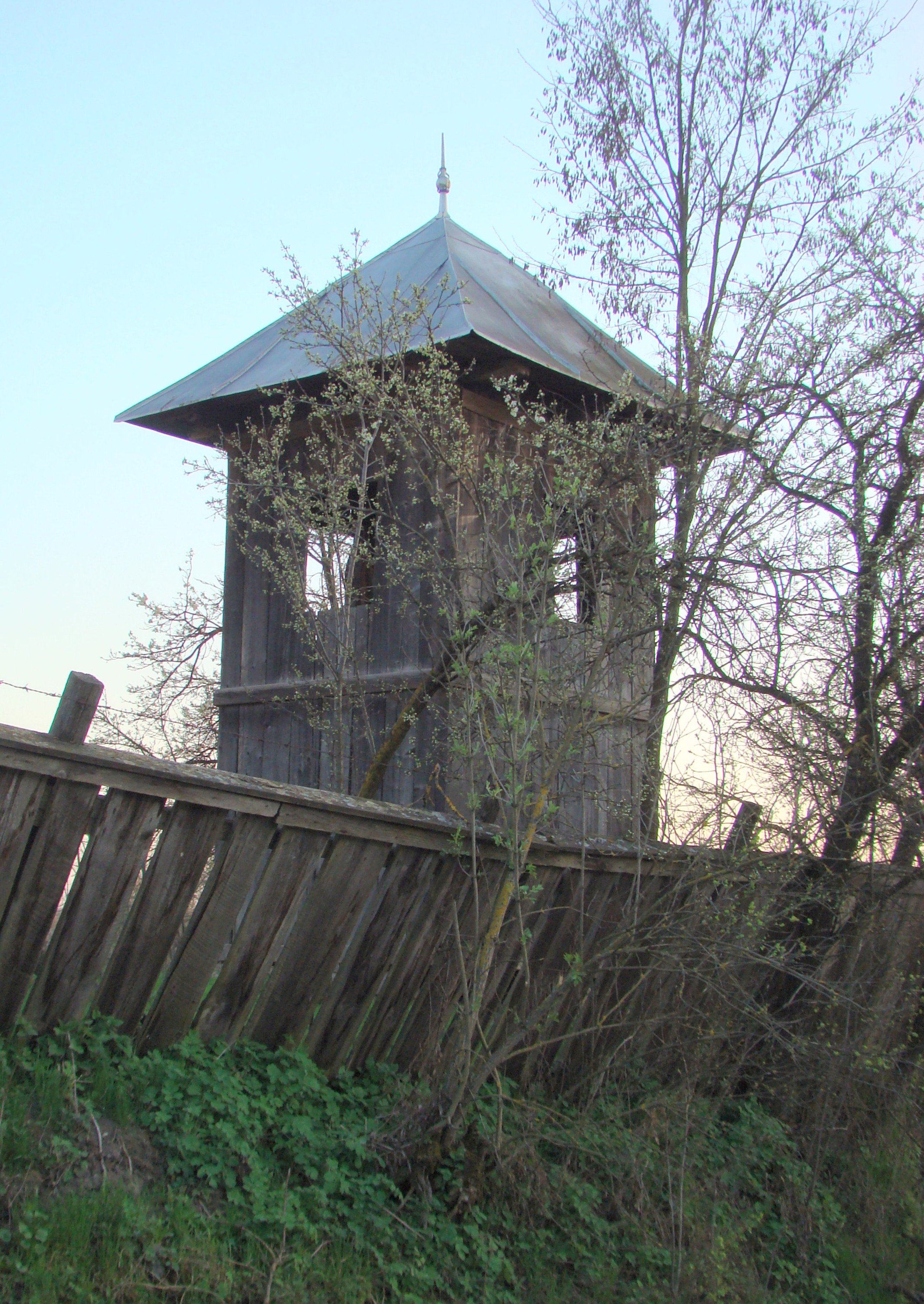
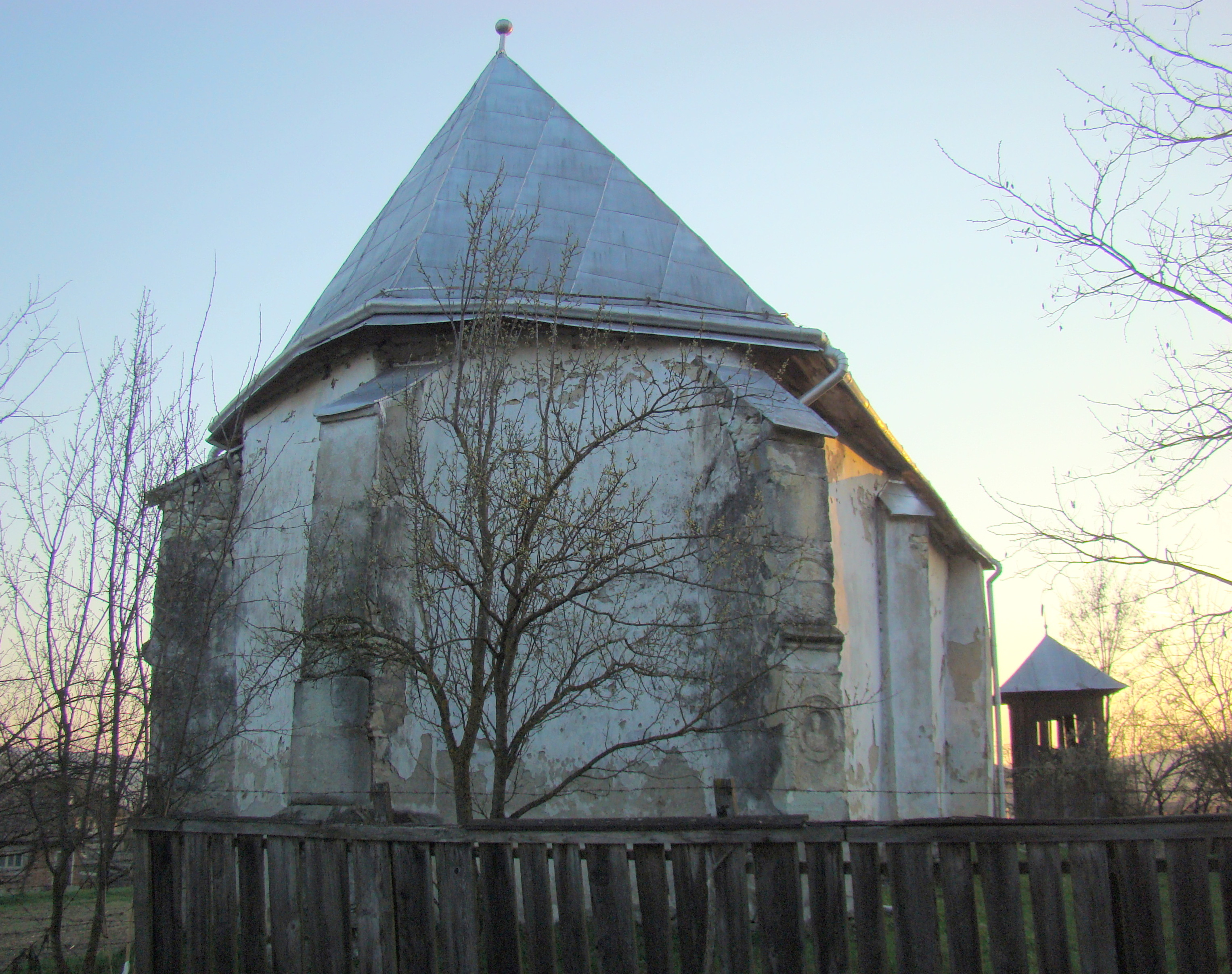
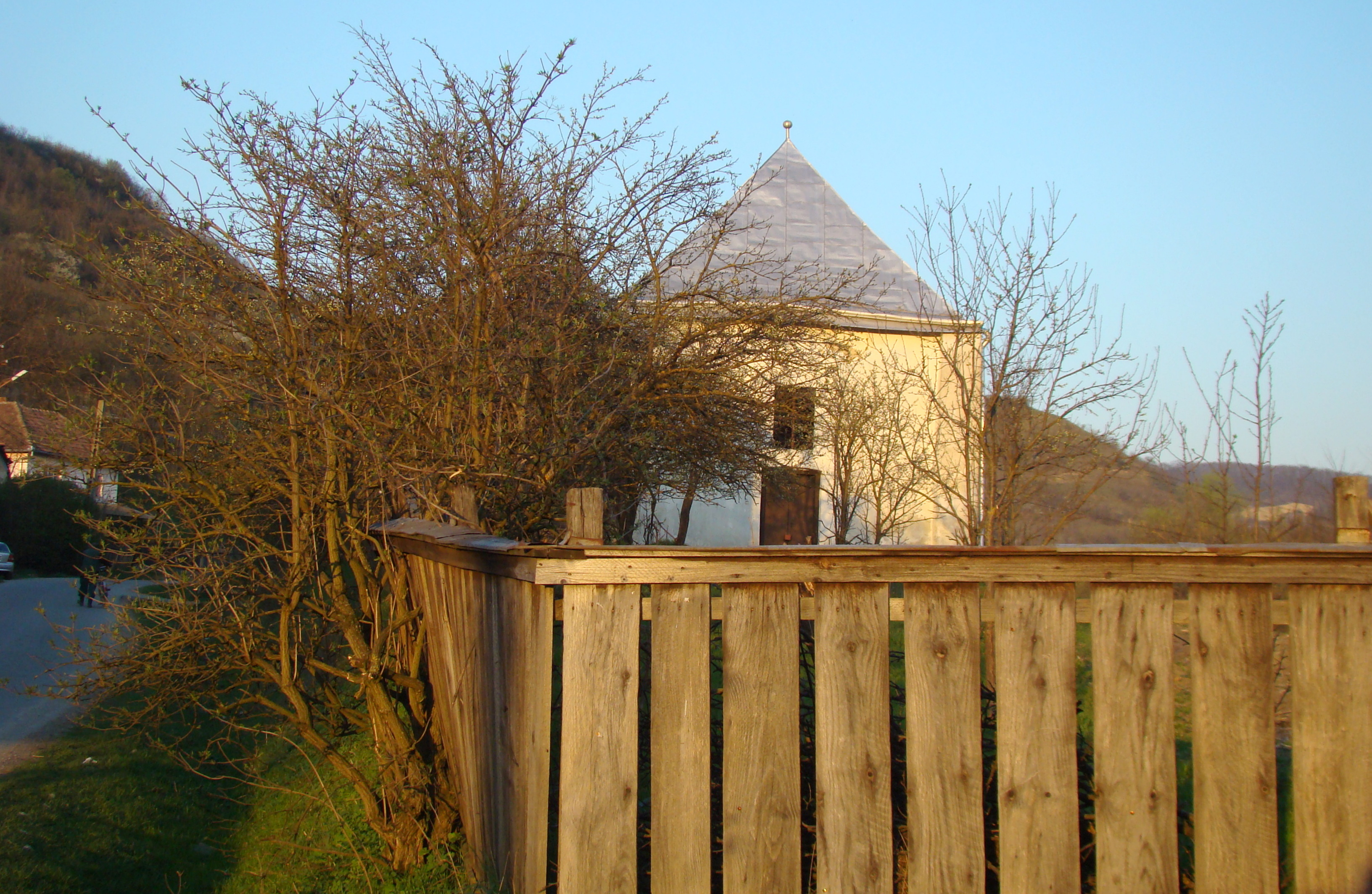
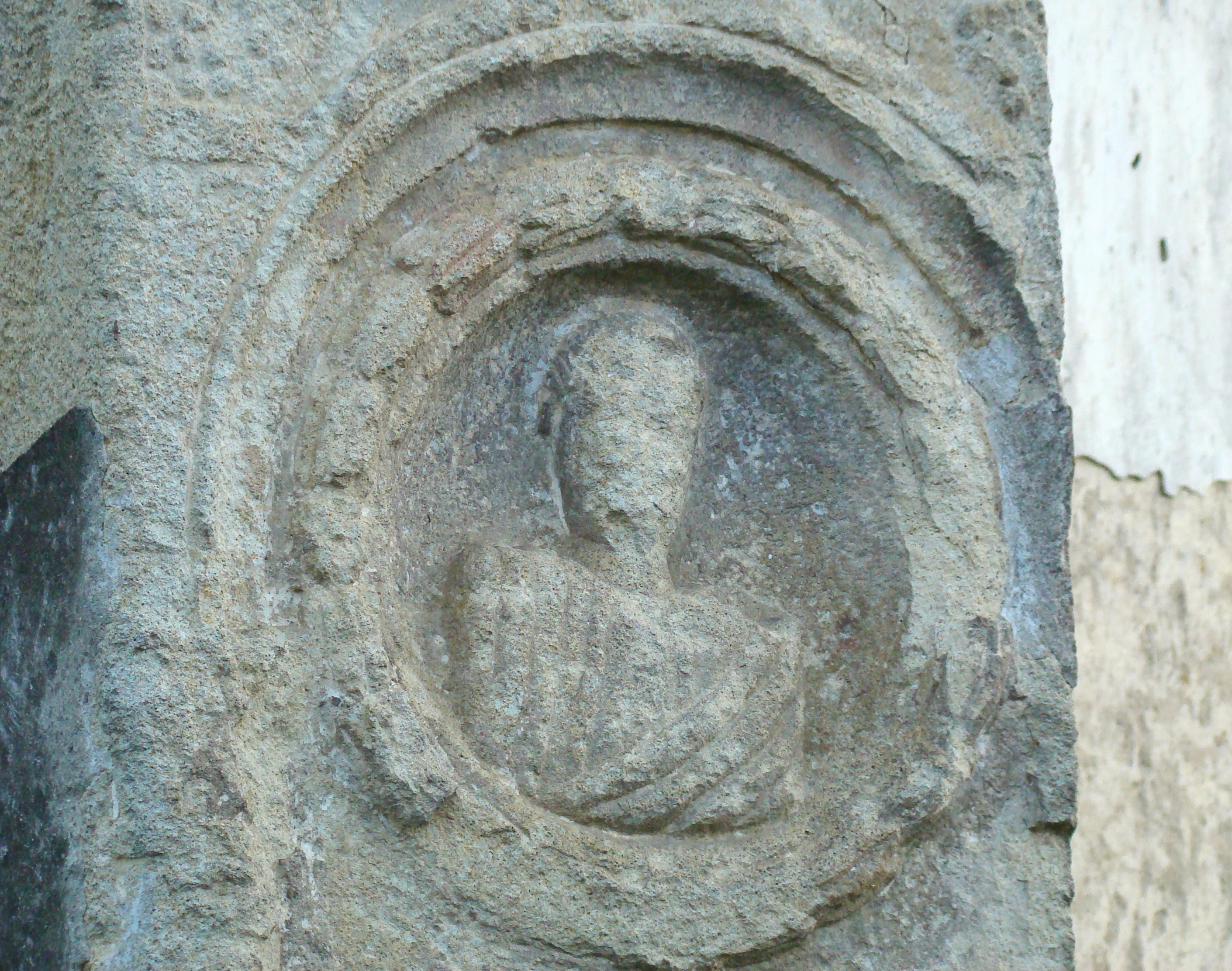
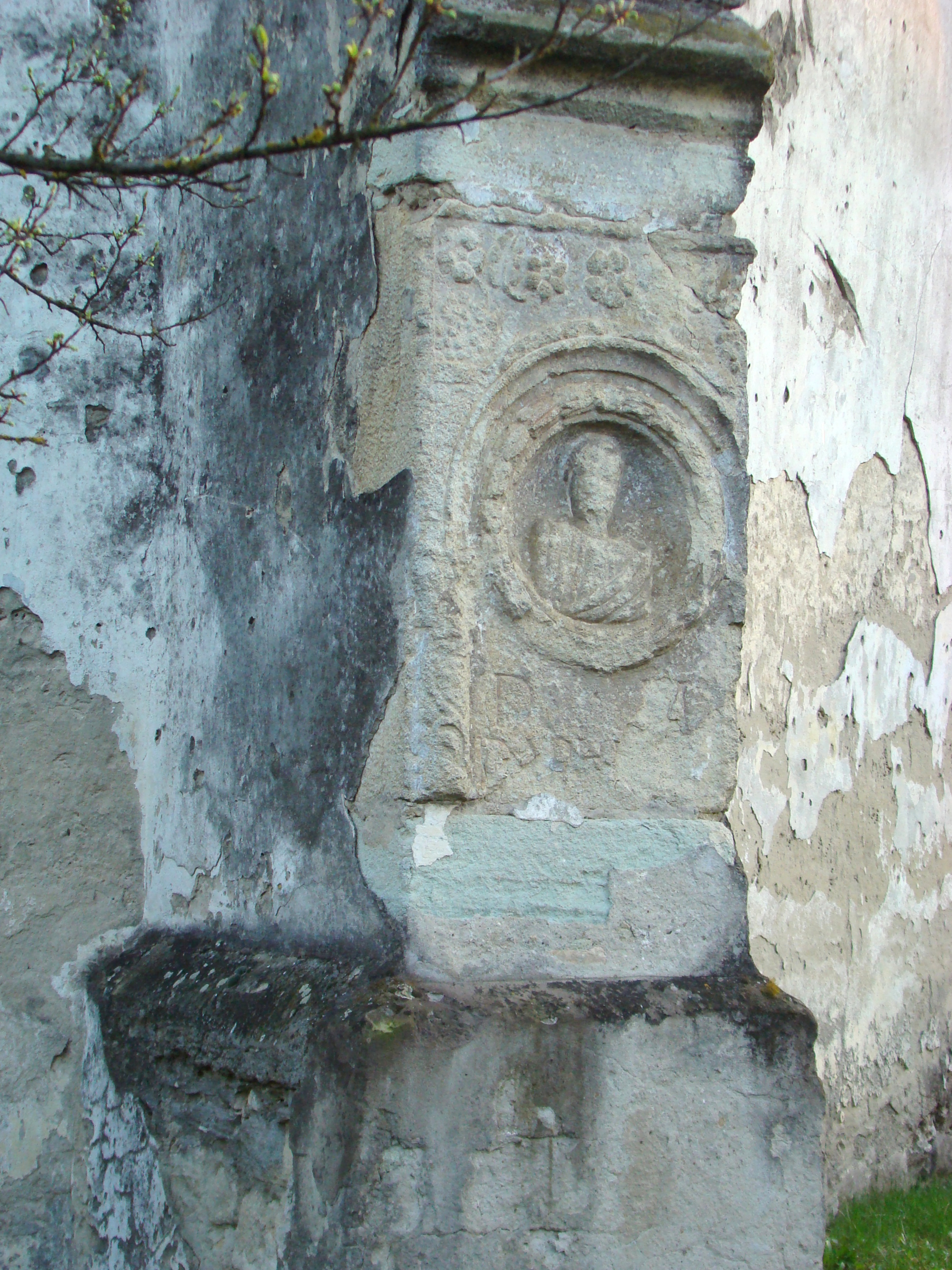
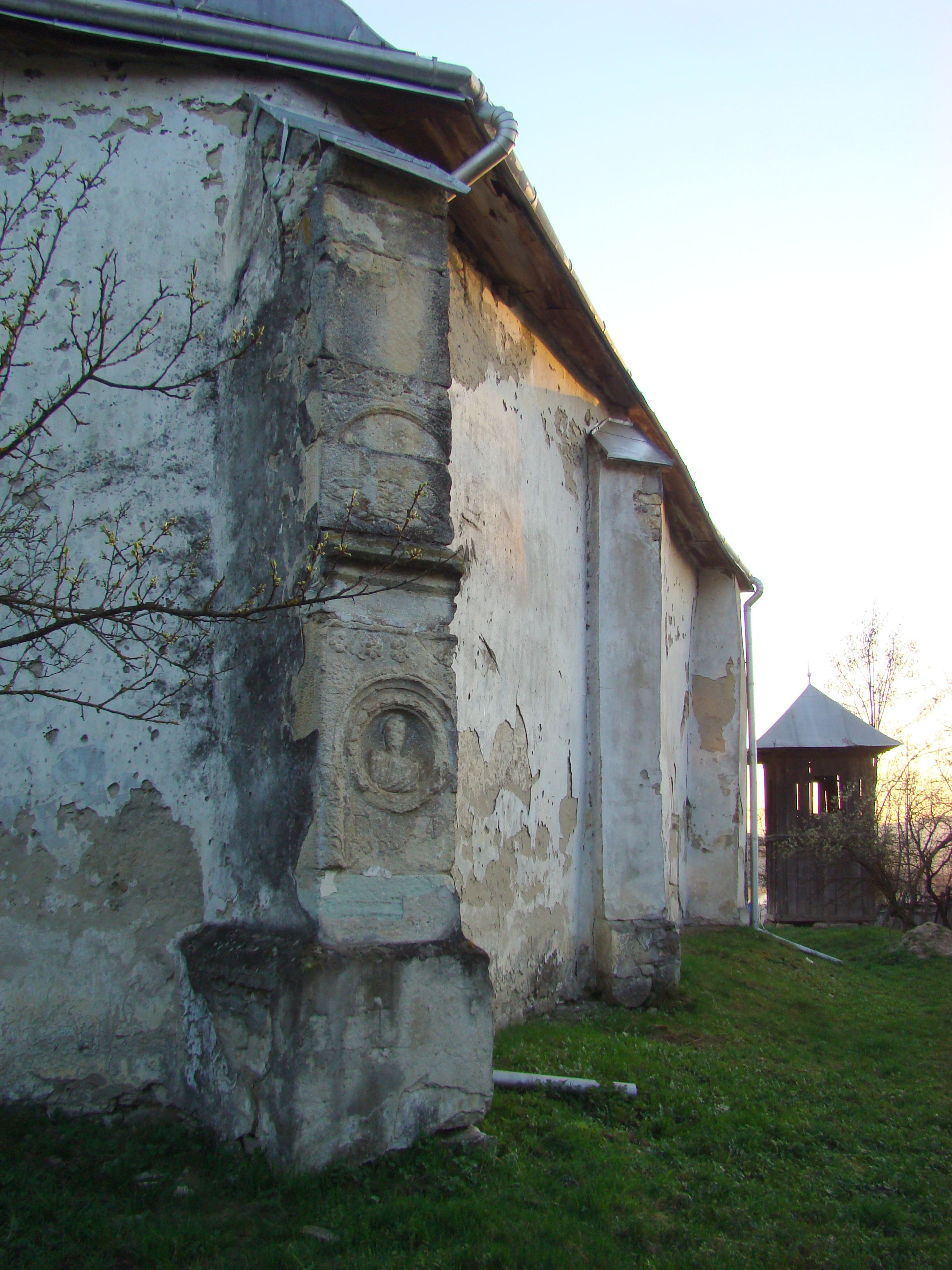
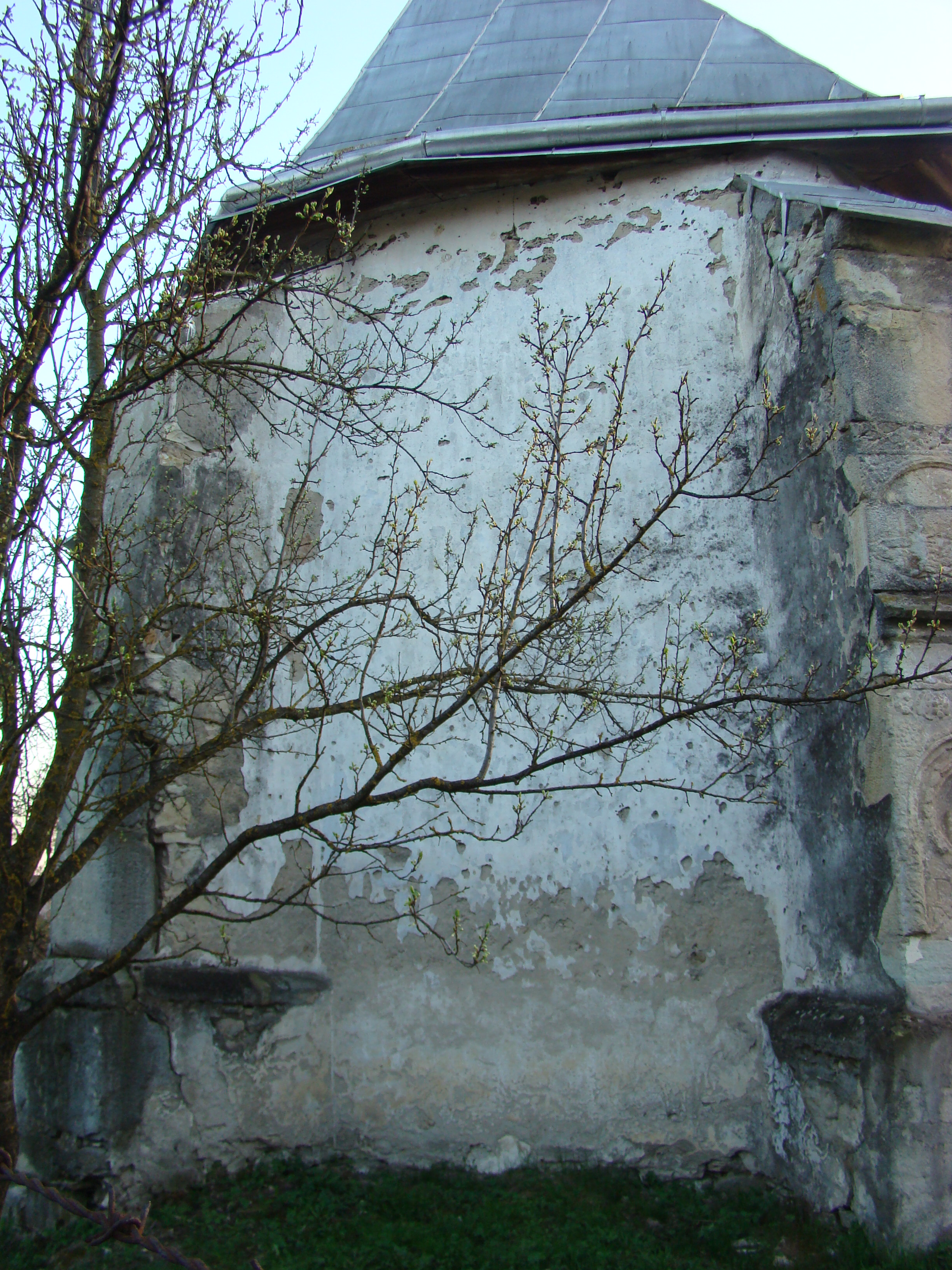
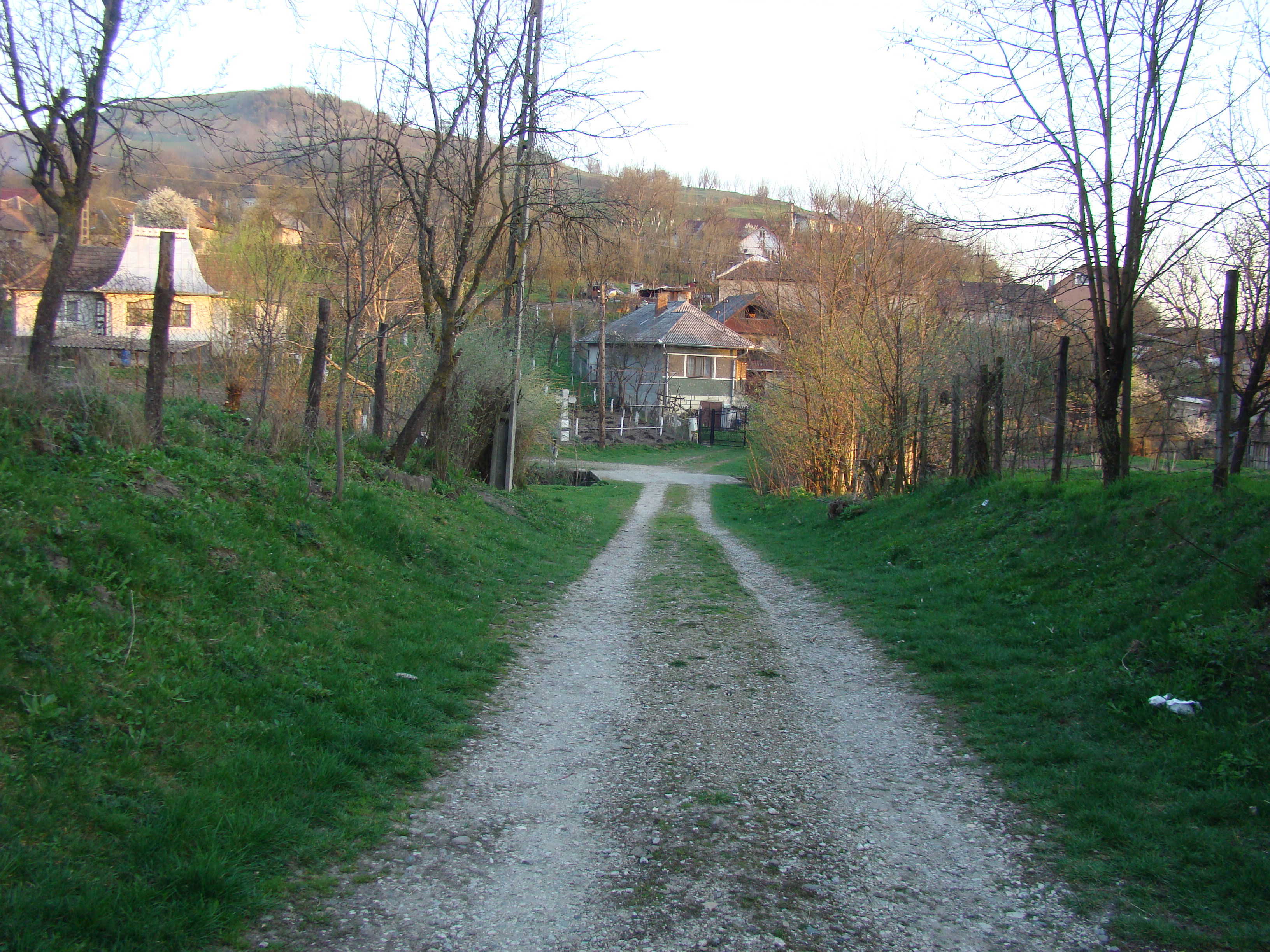

## Vezi și
- Mintiu Gherlii, Cluj